# Dálniční křižovatka Modletice
Dálniční křižovatka Modletice je mimoúrovňová křižovatka u Modletic ve Středočeském kraji. Kříží se zde Pražský okruh s dálnicí D1.

## Poloha
Dálniční křižovatka se nachází jihovýchodně od Prahy mezi Modleticemi a Nupaky. Křižovatka se nachází v nadmořské výšce 350 m n. m.

## Popis
Dálniční křižovatka Modletice je mimoúrovňová křižovatka dálnice D1 procházející zde od severozápadu k jihovýchodu a Pražského okruhu, který je na této křižovatce provizorně ukončen. Současně po Pražském okruhu prochází evropská silnice E50, která dále pokračuje po D1 směrem na Brno. Po dálnici D1 prochází evropské silnice E55 a E65.
Dálniční křižovatka Modletice je zatím provedena jako nedokončený smíšený typ turbínové a čtyřlístkové tříramenné dálniční křižovatky.

## Historie výstavby
Úsek dálnice D1 mezi Prahou a Mirošovicemi byl uveden do provozu 12. července 1971. Dálniční křižovatka Modletice otevřena 20. září 2010 spolu se zprovozněním úseku Pražského okruhu od této křižovatky do Slivence. Stavba navazujícího úseku Pražského okruhu je v přípravě.